# Chloe Bennet
Pour les articles homonymes, voir Bennet.
Chloe Bennet, née le 18 avril 1992 à Chicago dans l'Illinois est une actrice et chanteuse américaine.
Elle est notamment connue pour le rôle de Daisy "Skye" Johnson, alias la super-héroïne Quake, dans la série télévisée Marvel : Les Agents du SHIELD, issue de l'univers cinématographique Marvel.

## Biographie

### Enfance
Chloe Wang est née le 18 avril 1992 à Chicago dans l'Illinois d'un père chinois et d'une mère américaine. Elle a grandi à Chicago aux côtés de ses six frères et a étudié à la St. Ignatius College Prep. À 15 ans, elle est repérée par un producteur de musique qui l'incite à commencer une carrière en Chine. Elle part donc s'installer chez sa grand-mère paternelle à Pékin.

### Carrière

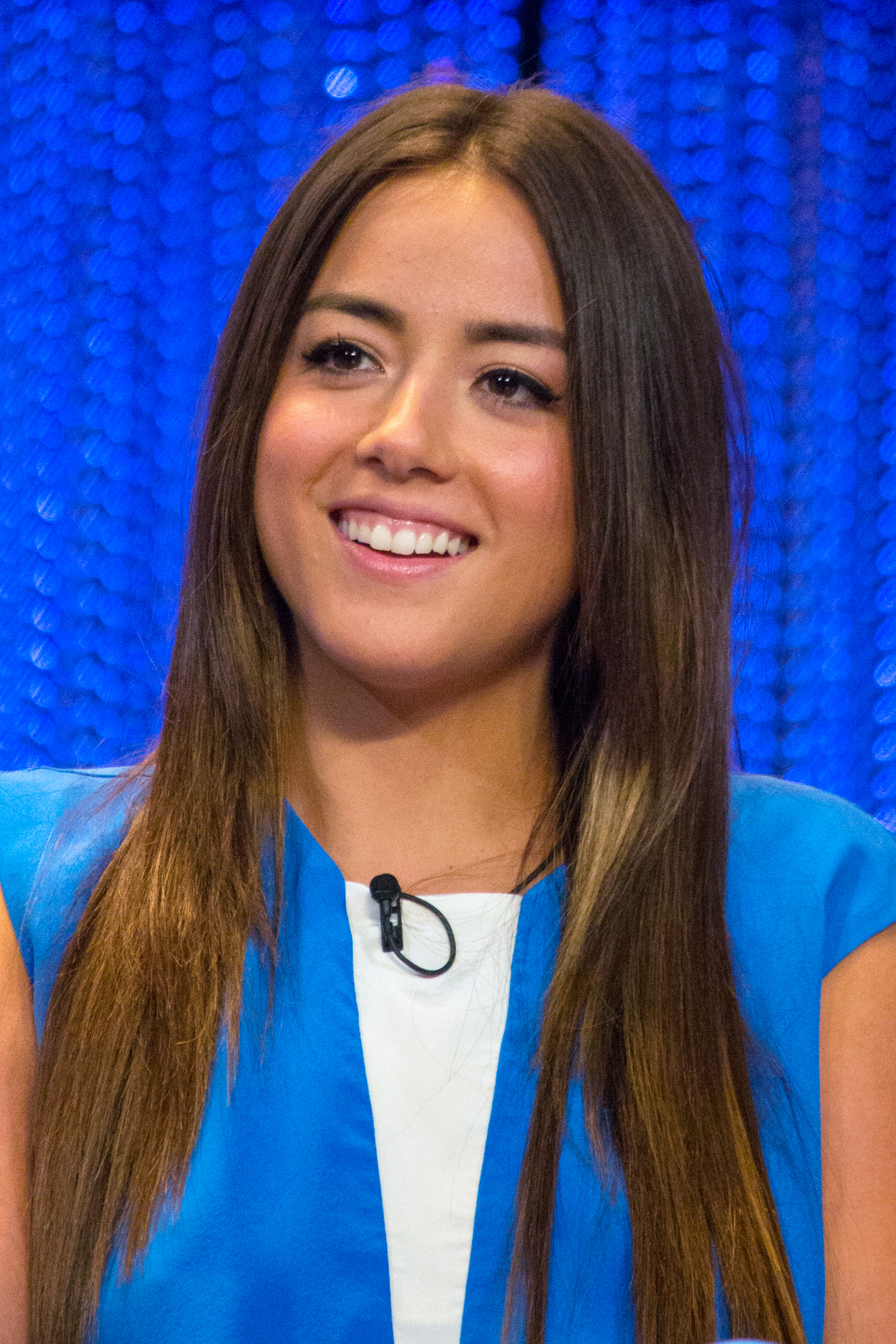
Chloe Bennet au PaleyFest de 2014.

En Chine, elle apprend le mandarin et sort son premier titre, intitulé Uh Oh, qu'elle chante en anglais et en mandarin, suivi par Every Day in Between seulement en anglais. Elle enregistre par la suite d'autres chansons en anglais : Beautiful , The Way I Do et Love Attack. Elle interprète ses chansons lors du Zebra Music Festival de Shanghai en 2009, sans les éditer par la suite.
À la suite d'un succès restreint, elle retourne aux États-Unis à Los Angeles, où elle commence sa carrière américaine à la télévision en 2010 sur la chaîne TeenNick avec l'émission de danse The Nightlife, qu'elle co-anime aux côtés de Nick Cannon et Aaron Fresh puis en 2011, elle apparait dans le clip Tonight du groupe sud-coréen BIGBANG. En 2012, elle commence sa carrière d'actrice en jouant dans le pilote de la série Intercept pour la chaîne ABC Family mais la série ne sera pas retenue. C'est son premier et dernier rôle sous son nom de naissance car elle décide de changer de nom, tout en continuant d'honorer son père, en prenant le prénom de celui-ci, Bennet, pour sa carrière.
Entre 2012 et 2013, elle interprète Hailey, un personnage récurrent, dans la première saison de la série Nashville.
En décembre 2012, elle décroche l'un des rôles principaux de la série Marvel : Les Agents du SHIELD qui fait partie de l'univers cinématographique Marvel. Elle y incarne "Skye", une cyber-activiste membre de l'organisation The Rising Tide et qui se fait recruter par Phil Coulson pour rejoindre le SHIELD. Au cours de la deuxième saison, il est révélé que son personnage est en fait la super-héroïne Daisy Johnson, membre des Inhumains.
En 2018, Chloe reprend le rôle de Daisy Johnson, mais cette fois-ci en lui prêtant sa voix dans la série d'animation Marvel Rising ainsi que dans le téléfilm d'animation Marvel Rising: Secret Warriors. Elle sera également à l'affiche du remake de la comédie Valley Girl, son premier rôle au cinéma.

## Vie privée
Chloe Bennet dit avoir adopté un nom de scène à cause de son véritable nom de famille, Wang, car il était un obstacle à l'obtention de rôles, à cause selon elle du racisme régnant à Hollywood.
En 2018, elle révèle souffrir d’anxiété et de trouble déficitaire de l’attention avec hyperactivité (TDAH) depuis son enfance.
Chloe Bennet a brièvement fréquenté son partenaire dans la série Nashville, Sam Palladio en début d'année 2013.
De septembre 2013 à juin 2017, elle fut en couple avec l'acteur Austin Nichols qu'elle avait rencontré lors du tournage d'un épisode de Marvel : Les Agents du SHIELD.
En juillet 2017, elle commence à refréquenter le youtuber et acteur Logan Paul, rencontré sur le tournage du film Valley Girl. Ils se séparent deux mois plus tard. Ils commencent à se refréquenter de nouveau en février 2018 mais ils décident de garder leur relation secrète. En juillet 2018, ils annoncent publiquement qu'ils sont ensemble en tant que couple.
En 2020, elle s’est mis en couple avec John Cody. 
Mais ils se sont séparés après 1 an en 2021.
En mai 2023, Elle fréquente pendant quelques mois l'acteur Charles Melton, ils se séparent en fin d'année.

## Filmographie

### Cinéma

#### Longs métrages
- 2014 : Clochette et la Créature légendaire (Tinker Bell and the Legend of the NeverBeast) de Steve Loter : Chase  (voix)
- 2019 : Five Years Aparts de Joe Angelo Menconi : Emma
- 2019 : Abominable de Jill Culton et Todd Wilderman : Yi (voix)
- 2020 : Valley Girl de Rachel Goldenberg : Karen
- 2023 : Married by Mistake de Mike Rohl : Riley

#### Courts métrages
- 2014 : Nostradamus de Thomas Ikimi : Lane Fisher

### Télévision

#### Téléfilms
- 2018 : Marvel Rising: Secret Warriors de Sana Amanat : Daisy Johnson / Quake (voix)

#### Séries télévisées
- 2012 : Intercept : Tess (pilote non diffusé)
- 2012-2013 : Nashville : Hailey (récurrente, saison 1)
- 2013-2020 : Marvel : Les Agents du SHIELD (Marvel's Agents of SHIELD) : Skye / Daisy Johnson / Quake
- 2014 : The Birthday Boys : Verna (saison 2, épisode 5)
- 2015 : Jake et les Pirates du Pays imaginaire : Swifty (voix - saison 3, épisode 29)
- 2016 : Marvel's Agents of SHIELD : Vendetta (Marvel's Agents of SHIELD: Slingshot) : Daisy Johnson / Quake (web-série, 3 épisodes)
- 2018 : Marvel Rising: Initiation : Daisy Johnson / Quake (voix - 2 épisodes)
- 2019 : Marvel Rising : Les Épisodes spéciaux (Marvel Rising Specials) : Daisy Johnson / Quake (voix - 2 épisodes)
- 2019 : Marvel Rising: Ultimate Comics : Daisy Johnson / Quake (voix - web-série, 1 épisode)
- 2021 : Powerpuff : Belle (pilot non diffusé)
- 2022 : Abominable et la Ville invisible (Abominable And The Invisible City) : Yi (voix)
- 2023 : Interior Chinatown : Detective Lana Lee

## Présentation
- 2010 : The Nightlife sur TeenNick

## Discographie

### Singles
- 2011 : Uh Oh (version anglaise)
- 2011 : Uh Oh (version mandarin)
- 2011 : Every Day in Between
- 2011 : Beautiful